# A Klase 1965
L'edizione 1965 dell'A Klase fu la ventunesima come campionato della Repubblica Socialista Sovietica Lituana, l'ultima con questa denominazione; il campionato fu vinto dall'Inkaras Kaunas, giunto al suo 5º titolo.

## Formula
Fu confermato il numero di 16 squadre: oltre alla tre retrocesse, l'Audiniai Kaunas rinunciò all'iscrizione; Nevezis Kedainiai, Baltija Klaipeda, Saliutas Vilnius e Alytis Alytus presero il loro posto.
Come nella stagione precedente le 16 formazioni si incontrarono in gironi di andata e ritorno, per un totale di 30 incontri per squadra. Le squadre classificate agli ultimi tre posti retrocedevano.

## Classifica finale
|                        | Pos. | Squadra                | Pt | G  | V  | N  | P  | GF | GS | DR  |
| ---------------------- | ---- | ---------------------- | -- | -- | -- | -- | -- | -- | -- | --- |
| RSS Lituana (bandiera) | 1.   | Inkaras Kaunas         | 46 | 30 | 18 | 10 | 2  | 73 | 26 | +47 |
|                        | 2.   | Saliutas Vilnius       | 43 | 30 | 17 | 9  | 4  | 68 | 18 | +50 |
|                        | 3.   | Statyba Panevėžys      | 38 | 30 | 17 | 4  | 9  | 63 | 36 | +27 |
|                        | 4.   | Nevėžis                | 36 | 30 | 15 | 6  | 9  | 55 | 35 | +20 |
|                        | 5.   | Statybininkas Šiauliai | 33 | 30 | 12 | 9  | 9  | 43 | 31 | +12 |
|                        | 6.   | Elnias Šiauliai        | 33 | 30 | 11 | 11 | 8  | 43 | 36 | +7  |
|                        | 7.   | Baltija Klaipėda       | 33 | 30 | 12 | 9  | 9  | 46 | 43 | +3  |
|                        | 8.   | Lima Kaunas            | 33 | 30 | 12 | 9  | 9  | 33 | 36 | -3  |
|                        | 9.   | Elektra Mažeikiai      | 31 | 30 | 14 | 3  | 13 | 49 | 53 | -4  |
|                        | 10.  | Minija Kretinga        | 30 | 30 | 13 | 4  | 13 | 50 | 45 | +5  |
|                        | 11.  | Politechnika Kaunas    | 25 | 30 | 10 | 5  | 15 | 55 | 46 | +9  |
|                        | 12.  | Linų Audiniai Plungė   | 24 | 30 | 7  | 10 | 13 | 43 | 60 | -17 |
|                        | 13.  | Elfa Vilnius           | 22 | 30 | 10 | 2  | 18 | 37 | 72 | -35 |
|                        | 14.  | Tauras                 | 21 | 30 | 8  | 5  | 17 | 33 | 58 | -25 |
|                        | 15.  | Alytis Alytus          | 16 | 30 | 5  | 6  | 19 | 32 | 74 | -42 |
|                        | 16.  | Atletas Kaunas         | 16 | 30 | 5  | 6  | 19 | 25 | 79 | -54 |